# 17408 McAdams
17408 McAdams è un asteroide della fascia principale. Scoperto nel 1987, presenta un'orbita caratterizzata da un semiasse maggiore pari a 1,8834402 UA e da un'eccentricità di 0,1068301, inclinata di 25,68741° rispetto all'eclittica.